# 奧拉斯蒂 (佛羅里達州)
奧拉斯蒂（英語：Olustee）是位於美國佛羅里達州貝克縣的一個非建制地區。該地的面積和人口皆未知。

## 地理
奧拉斯蒂的座標為30°12′15″N 82°25′43″W / 30.20417°N 82.42861°W，而該地的平均海拔高度為49米（即161英尺）。